# Base aérea de Smolensk
La Base Aérea de Smolensk-Norte (del ruso: военный аэродром "Смоленск-Северный) (IATA: , ICAO: XUBS) es un aeródromo militar del óblast de Smolensk, en el oeste de Rusia, situado 4 km al norte de Smolensk, cercano a la frontera con Bielorrusia. Es un pequeño aeródromo de uso mixto civil-militar donde existe una pequeña fábrica de Yakovlev, la Planta de Aviación Smolensk.
Existe otro aeropuerto en Smolensk, de carácter civil, conocido como Smolensk Sur.

## Instalaciones
Cuenta con una pista de hormigón en dirección 09/27 de 2.500 × 50 m (8.202 × 164 pies).

## Historia

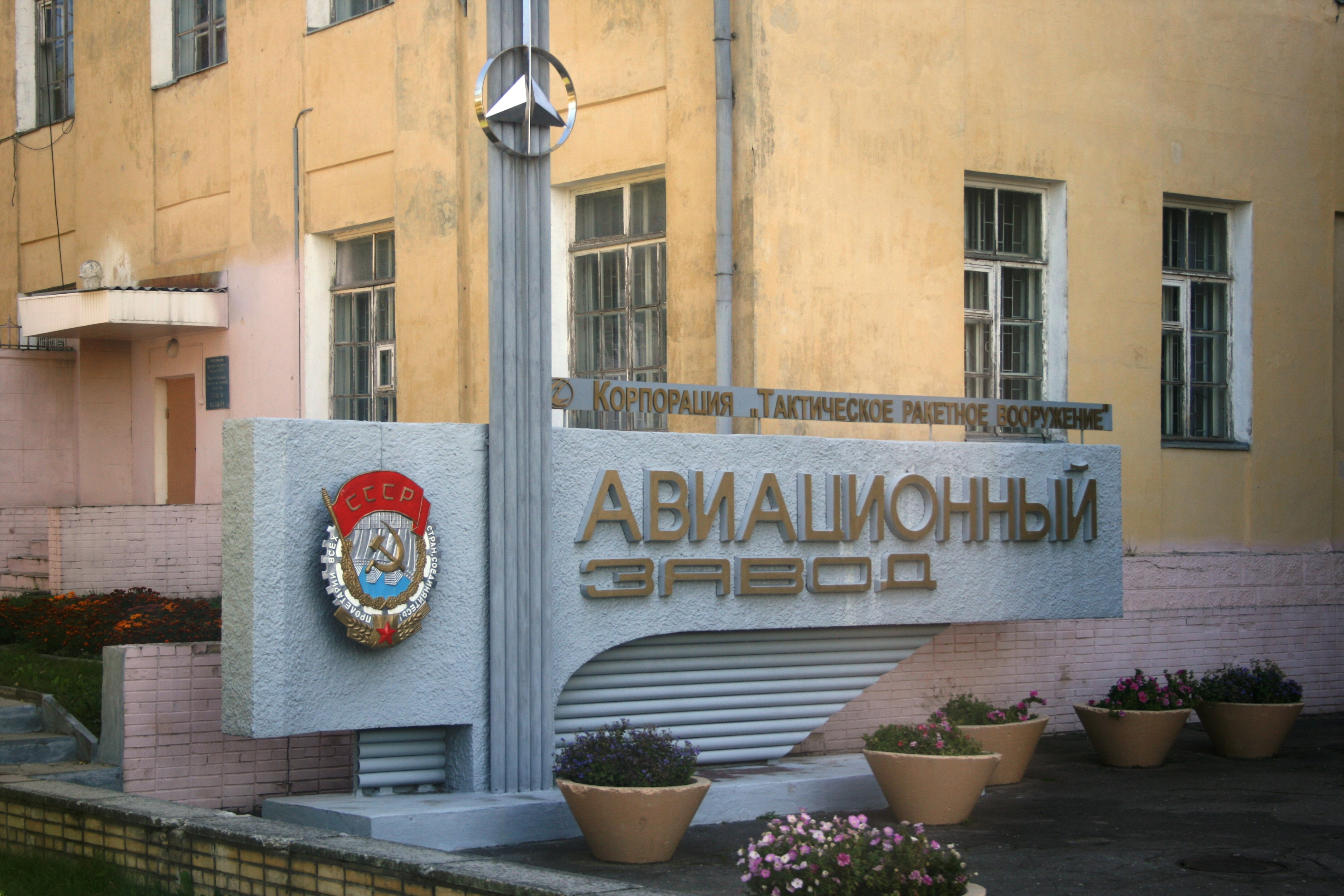
Entrada a la base aérea.

El aeropuerto fue construido en la década de 1920, y con el tiempo se convirtió en un aeródromo de 1.ª clase con una pista de 2.500 m de longitud y 49 m de ancho, capaz de soportar aviones de más de 75 toneladas de peso. Durante la Segunda Guerra Mundial tuvo una importante actividad, siendo empleado tanto por soviéticos como por la Alemania nazi tras la ocupación de Smolensk (1941-1943).
Entre 1946 y 2009 varias unidades de la Fuerza Aérea Soviética estuvieron destinadas en esta base. El último regimiento aéreo fue disuelto a finales de 2009 y desde entonces no se encuentra activa ninguna unidad militar, a excepción del puesto de mando aéreo.
En julio de 2011, el gobernador de Smolensk anunció que la base aérea de Smolensk-Norte debía convertirse en un aeropuerto comercial con vuelos regulares, con la apertura de una terminal de pasajeros y reconstrucción de la pista actual, así como la instalación de sistemas de aterrizaje por instrumentos para poder realizar vuelos durante las 24 horas. El acuerdo de intenciones para el proyecto de desarrollo de la aviación civil en Smolensk fue discutido durante la visita del Presidente de Rusia en abril de 2011.

### Accidente aéreo de 2010

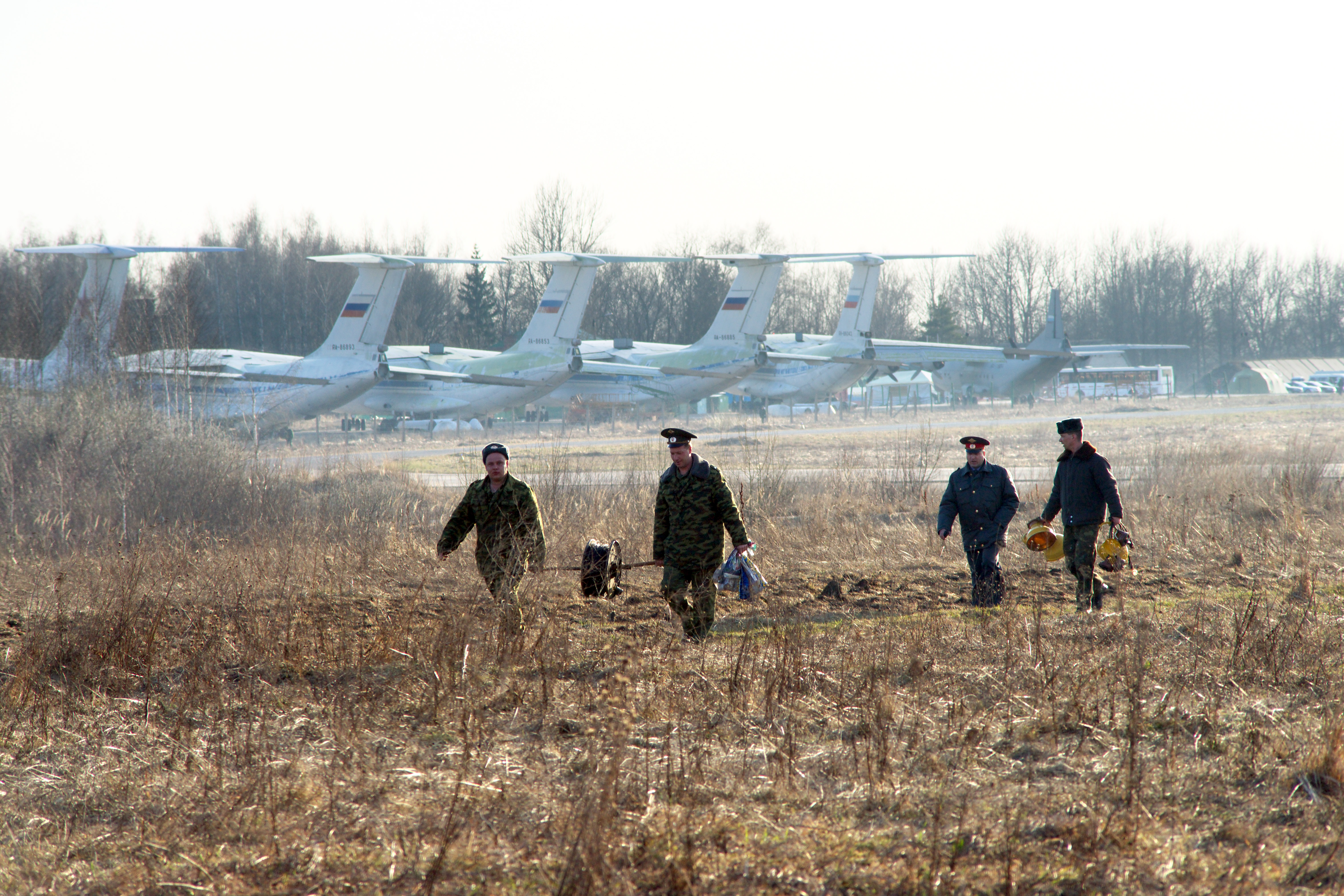
Militares rusos en el terreno donde tuvo lugar el accidente del avión que transportaba al presidente de Polonia.

El 10 de abril de 2010, a las 08:56 hora de Varsovia, (06:56 UTC, 10:56 hora de Smolensk), un Tupolev Tu-154, que llevaba al presidente polaco Lech Kaczyński se estrelló en un bosque cerca de la base aérea por culpa de la niebla. El presidente Kaczyński viajaba a la conmemoración del 70 aniversario de la masacre de Katyn. La aeronave transportaba 89 pasajeros de la delegación polaca y a 7 miembros de tripulación.